# بروكسبورن (دائرة انتخابية في المملكة المتحدة)
بروكسبورن (بالإنجليزية: Broxbourne)‏ هي إحدى الدوائر الانتخابية في المملكة المتحدة الممثلة في مجلس العموم في برلمان المملكة المتحدة.
عضو البرلمان الذي يمثلها حالياً هو :Mr Charles Walker (Con).